# Louis Gossett Jr.
Louis Cameron Gossett, Jr. mais conhecido como Louis Gossett Jr. (Nova Iorque, 27 de maio de 1936 – Santa Mônica, 29 de março de 2024), foi um premiado ator norte-americano. Ao longo de mais de cinco décadas de carreira, Gossett faturou um Oscar, um Emmy, dois Globos de Ouro e um NAACP Image Award.
Ao faturar o Oscar de melhor ator coadjuvante em 1983 fez história como primeiro ator negro a ganhar nessa categoria.

## Biografia
Gossett nasceu em Sheepshead Bay, Brooklyn, Nova Iorque, em 27 de maio de 1936, filho de Hellen Rebecca (née Wray), uma enfermeira, e Louis Gossett Sr, um carregador. Ele é aluno da Mark Twain Intermediate School 239 e da Abraham Lincoln High School. Sua estréia no palco aconteceu aos 17 anos, em uma produção escolar de You Can't Take It With You, quando uma lesão esportiva resultou na decisão de fazer uma aula de atuação. A poliomielite já havia atrasado sua formatura.
Depois de se formar na Abraham Lincoln High School em 1954, ele frequentou a Universidade de Nova York, recusando uma bolsa de estudos atlética. Com 1,93 m de altura, ele teve a oportunidade de jogar basquete do time do colégio durante seus anos de faculdade na NYU, que recusou se concentrar no teatro. Seu professor do ensino médio o incentivou a fazer um teste para uma parte da Broadway, que resultou em sua seleção para um papel de protagonista na Broadway em 1953, dentre outros 200 atores bem antes de ele entrar na NYU.

## Carreira

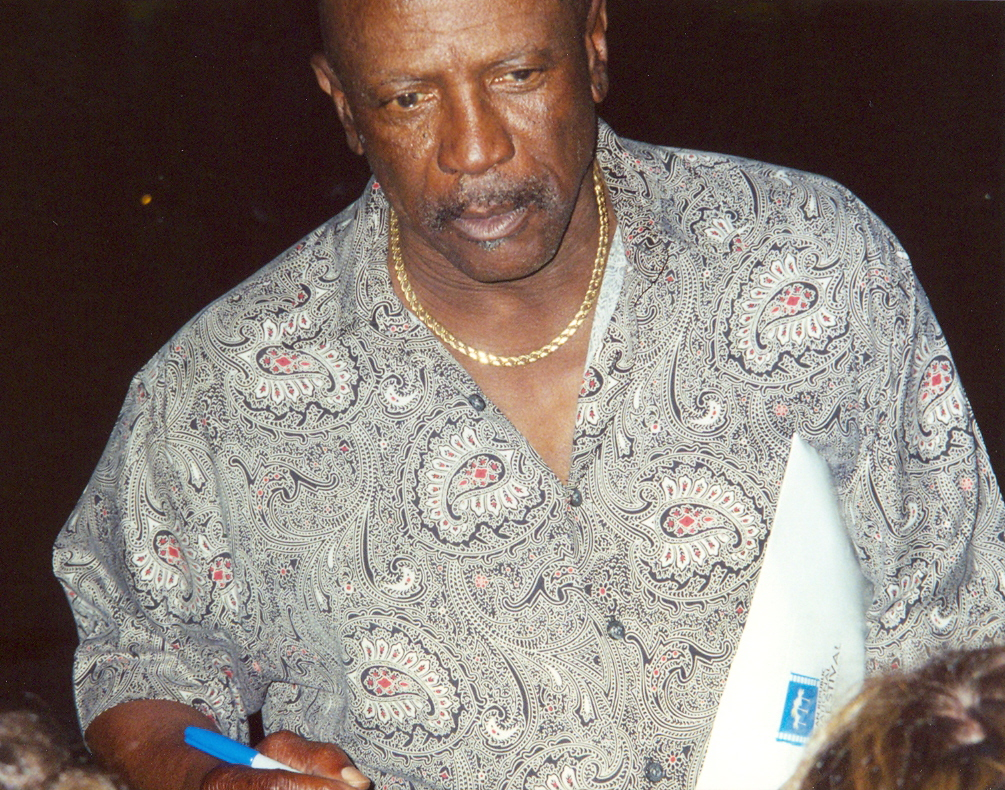
Louis no Festival Internacional de Cinema de Toronto, (2005).

Gossett substituiu Bill Gunn como Spencer Scott em Take a Giant Step da Broadway, que foi selecionado pelos críticos de teatro do New York Times como um dos 10 melhores shows do ano. Ele tinha 17 anos e ainda era aluno da Abraham Lincoln High School, sem treinamento formal em teatro.
Os créditos de teatro de Gossett na Broadway incluem A Raisin in the Sun (1959). Gossett entrou no mundo do cinema no veículo Sidney Poitier, A Raisin in the Sun, em 1961.
Também em 1961, Gossett apareceu no elenco original de Jean Genet é Os Negros, o mais antigo off-Broadway da década, correndo para 1.408 performances. O elenco original também contou com James Earl Jones, Roscoe Lee Browne, Cicely Tyson, Godfrey Cambridge, Maya Angelou e Charles Gordone. 
Em 1965, Gossett apareceu na peça musical Zulu e Zayda na Broadway como Paulus, com músicas e letras de Harold Rome.
Gossett escreveu a música folclórica anti-guerra "Handsome Johnny" com Richie Havens, que Havens gravou em 1966.
Seu papel premiado com o Emmy de Fiddler na minissérie de televisão de 1977 Roots chamou Gossett à atenção do público.
Em 1983, ele foi escalado para o papel-título em Sadat, uma minissérie que narrava a vida e o assassinato de Anwar Sadat. Enquanto filmava An Officer and a Gentleman, Gossett também estrelou a série de ficção científica de 1982-1983, The Powers of Matthew Star. Seu papel como instrutor de broca, sargento Emil Foley, no filme de 1982, Um oficial e um cavalheiro, lhe rendeu um Oscar de Melhor Ator Coadjuvante. Ele foi o primeiro homem negro a ganhar um Oscar em um papel coadjuvante, o segundo homem negro a ganhar por atuação e o terceiro ator negro a ganhar no geral.
Em 1986, Gossett estrelou outro papel como militar (coronel Chappy Sinclair) no filme Águia de Aço que teve quatro sequências.
Gossett é a voz dos Vortigaunts no videogame Half-Life 2 e é o Free Jaffa Leader Gerak na 9ª temporada da série de televisão de ficção científica Stargate SG-1. Ele fornece a voz de Lucius Fox na série animada Batman. Ele gravou vários comerciais para uma empresa diabética de Nashville, a AmMed Direct, LLC. Em 1997, Gossett apresentou When Animals Attack!, um especial de uma hora na Fox.
Ele desempenhou o papel do presidente fictício dos EUA, Gerald Fitzhugh, no filme de 2005 Left Behind: World at War. Em 2008, ele filmou a série de comerciais "Keep It Real" para a lager namibiana Windhoek. 
Em 2009, Gossett também emprestou seus talentos de voz na produção bíblica em áudio de Thomas Nelson, conhecida como A Palavra da Promessa. Neste áudio dramatizado, Gossett interpretou o personagem de João Apóstolo. O projeto também contou com um grande conjunto de atores conhecidos de Hollywood, incluindo Jim Caviezel, John Rhys-Davies, Jon Voight, Gary Sinise, Jason Alexander, Christopher McDonald, Marisa Tomei e John Schneider. 
Em 2013, Gossett estrelou o polêmico drama Boiling Pot, que se baseia em verdadeiros eventos de racismo que ocorreram em campi de faculdades nos EUA durante a eleição presidencial de 2008. O filme, escrito e dirigido pelos irmãos Ashmawey sob AshmaweyFilms, também é estrelado por Danielle Fishel, Keith David, M. Emmet Walsh e John Heard. Gossett interpreta um detetive tentando decifrar um caso de assassinato que foi alimentado pelo racismo, deixando de lado seus próprios preconceitos. Boiling Pot foi lançado em 2014. Gossett retornou à televisão na série da CBS All Access, The Good Fight, estrelando como sócio fundador Carl Reddick da nova empresa de Diane Lockhart. Ele narrou um audiolivro baseado em Doze Anos de Escravidão.

## Vida pessoal e morte
Gossett foi casado três vezes e teve um filho e adotou um filho. Seu primeiro casamento foi com Hattie Glascoe; foi anulado. Seu segundo, com Christina Mangosing, ocorreu em 21 de agosto de 1973. O filho deles, Satie, nasceu em 1974. Gossett e Mangosing se divorciaram em 1975. Seu terceiro casamento, com a campeã do programa de auditório Star Search, Cyndi James-Reese, ocorreu em 25 de dezembro de 1987. Eles adotaram um filho, Sharron (nascido em 1977). Gossett e James-Reese se divorciaram em 1992. 
Louis é o primo em primeiro grau do ator Robert Gossett que estrelou The Closer, da TNT (canal de televisão).
Segundo a análise do DNA, ele é descendente, principalmente, de pessoas da Libéria e Serra Leoa. 
Em 9 de fevereiro de 2010, Gossett anunciou que tinha câncer de próstata. Ele acrescentou que a doença foi detectada em seus estágios iniciais e esperava recuperar-se completamente. 
Em 18 de julho de 2016, Gossett participou como programador convidado da programação do horário nobre da Turner Classic Movies. Autorizado a escolher quatro filmes, ele selecionou Blackboard Jungle, Lifeboat, Touch of Evil e The Night of the Hunter. 
Gossett morreu em 29 de março de 2024, aos 87 anos, em Santa Mônica.

## Filmografia

### Televisão
- A Father for Charlie (1995).... Walter Osgood
- Watchmen (2019).... Will Reeves

### Cinema
| - A Raisin in the Sun (1961).... George Murchison - The Bushbaby (1969).... Tembo - Leo the Last (1970).... Roscoe - The Landlord (1970).... Copee - Skin Game (1971) (as Lou Gossett).... Jason O'Rourke - Travels with My Aunt (1972).... Zachary 'Wordsworth' - The Fuzz Brothers (1973).... Francis Fuzz - The Laughing Policeman (1973).... Insp. James Larrimore - The White Dawn (1974).... Portagee - The River Niger (1976).... Dr. Dudley Stanton - J.D.'s Revenge (1976).... Reverendo Elija Bliss - The Deep (1977).... Henri Cloche - The Choirboys (1977).... Calvin Motts - It Rained All Night the Day I Left (1980).... Leo Garcia - An Officer and a Gentleman (A Força do Destino, 1982).... Sgt. Emil Foley - Jaws 3-D (1983).... Calvin Bouchard - Finders Keepers (1984).... Century - Enemy Mine (Inimigo Meu, 1985).... Jeriba 'Jerry' Shigan - Águia de Aço (1986).... Cel. Charles 'Chappy' Sinclair - Firewalker (1986).... Leo Porter - The Principal (1987).... Jake Phillips - Águia de Aço 2 (1988).... Charles 'Chappy' Sinclair - The Punisher (1989).... Jake Berkowitz - Cover Up (1991).... Lou Jackson - Toy Soldiers (1991).... Dean Parker | - Águia de Aço 3 (1992).... Chappy - Diggstown (Golpe Perfeito, 1992).... 'Honey' Roy Palmer - Flashfire (1993).... Ben Durand - Monolith (1993).... Cap. MacCandless - Blue Chips (1994) (não creditado).... Father Dawkins - A Good Man in Africa (1994).... Prof. Sam Adekunle - Curse of the Starving Class (1994).... Ellis - Águia de Aço 4 (1995).... Chappy Sinclair - Managua (1996).... Paul - Legend of the Mummy (1997).... Corbeck - The Wall That Heals (1997).... Narrator - Y2K (1999).... Morgan - The Highwayman (2000).... Phil Bishop - Window (2005).... Ralph Stanley - Left Behind: World at War (2005).... Pres. Gerald Fitzhugh - All In (2006).... Caps - Club Soda (2006)....Doc - Daddy's Little Girls (2007).... Willie - Cover (2007).... Detective Hicks - Delgo (2007) (voz).... Zahn - The B.A.M.N. Squad (2008) - The Perfect Game (2008).... Cool Papa Bell |